# Twist and Shout (musikalbum av The Beatles)
Twist and Shout är den brittiska rockgruppen The Beatles andra kanadensiska studioalbum, utgivet den 3 februari 1964. Albumet består en stor del av sånger från gruppens debutalbum Please Please Me från 1963.

## Låtlista
| 1. | "Anna (Go to Him)" | Arthur Alexander            | John Lennon                 | 3:00 |
| 2. | "Chains"           | Gerry Goffin, Carole King   | George Harrison             | 2:25 |
| 3. | "Boys"             | Luther Dixon, Wes Farrell   | Ringo Starr                 | 2:28 |
| 4. | "Ask Me Why"       | John Lennon, Paul McCartney | John Lennon                 | 2:28 |
| 5. | "Please Please Me" | John Lennon, Paul McCartney | John Lennon, Paul McCartney | 2:00 |
| 6. | "Love Me Do"       | John Lennon, Paul McCartney | John Lennon, Paul McCartney | 2:22 |
| 7. | "From Me to You"   | John Lennon, Paul McCartney | John Lennon, Paul McCartney | 1:56 |

| 1.           | "P.S. I Love You"              | John Lennon, Paul McCartney                | Paul McCartney              | 2:06  |
| 2.           | "Baby It's You"                | Burt Bacharach, Hal David, Barney Williams | John Lennon                 | 2:40  |
| 3.           | "Do You Want to Know a Secret" | John Lennon, Paul McCartney                | George Harrison             | 1:59  |
| 4.           | "A Taste of Honey"             | Bobby Scott, Ric Marlow                    | Paul McCartney              | 2:05  |
| 5.           | "There's a Place"              | John Lennon, Paul McCartney                | John Lennon, Paul McCartney | 1:53  |
| 6.           | "Twist and Shout"              | Bert Russell, Phil Medley                  | John Lennon                 | 2:33  |
| 7.           | "She Loves You"                | John Lennon, Paul McCartney                | John Lennon, Paul McCartney | 2:19  |
| Total längd: | Total längd:                   | Total längd:                               | Total längd:                | 32:11 |

## Certifikat
| Land eller världsdel  | Certifikat |
| --------------------- | ---------- |
| Kanada (Music Canada) | 3× platina |